# Gianfranco Chiti
Gianfranco Chiti (Gignese, 6 maggio 1921 – Roma, 20 novembre 2004) è stato un generale e presbitero italiano.
Ufficiale pluridecorato dei Granatieri, veterano della seconda guerra mondiale, nel dopoguerra ricoprì vari incarichi nell'Esercito Italiano tra cui quello di comandante della Scuola sottufficiali dell'Esercito Italiano di Viterbo. Congedatosi nel 1978 entrò nell'Ordine dei frati minori cappuccini venendo ordinato sacerdote nel 1982. Nel corso del 1990 iniziò personalmente la ricostruzione dell'antico convento di San Crispino da Viterbo a Orvieto.

## Biografia
Nacque il 6 maggio 1921 a Gignese (Novara) figlio di Giovanni e Giovanna Battigalli. Compì in tale città i primi studi e, dopo aver frequentato la 5ª ginnasio, il 30 ottobre 1936 entrò nel Collegio Militare di Roma per essere poi ammesso a frequentare l’Accademia militare di Modena (82º corso “Fede”) il 1º novembre 1939. Uscito dall'Accademia con il grado di sottotenente dell'arma di fanteria il 20 aprile 1941 entrò in servizio presso il 3º Reggimento della 21ª Divisione fanteria "Granatieri di Sardegna"
A partire dal 1 gennaio 1942 prese brevemente parte alle operazioni di contrasto alla resistenza jugoslava in Slovenia terminate il 24 aprile. Il 16 giugno 1942 partì per la Russia assegnato all'8ª Armata schierata sul fronte orientale. Inquadrato con il grado di tenente, come comandante di compagnia, nel 32º Battaglione anticarro, prese parte alla battaglia di Karkov per la conquista del bacino industriale del Donez.
Nell'autunno 1942 l'alto comando russo studiò una serie di controffensive che culminarono nell'Operazione Piccolo Saturno scatenata l'11 dicembre, che minacciò di travolgere i capisaldi tenuti dalle truppe italo-tedesche attestate sulla riva occidentale del Don. Al comando di un nucleo di cannoni controcarro da 47/32 posto a presidio della grande ansa di Verch Mamon, all'alba del 16 dicembre dovette contrastare un attacco in forze di carri armati - appartenenti alle Divisioni “Guardie” accompagnati dalla fanteria. Distintosi per determinazione e coraggio fu decorato con medaglia di bronzo al valor militare e dalla Wehrmacht con croce di ferro di seconda classe.
Durante la ritirata dell'ARMIR rimase sempre vicino ai pochi superstiti della sua compagnia, riportando un principio di congelamento ad entrambe le gambe. Rientrato in Patria l'armistizio dell'8 settembre 1943 lo colse nel nord Italia. Aderì alla Repubblica Sociale Italiana operando in seno ad una unità di Granatieri e prendendo parte a numerose missioni di contrasto alle formazioni partigiane dirette da Enrico Martini operanti nella zona di Alba. Impedì sempre ai suoi uomini di compiere atrocità, e salvò la vita a numerosi partigiani catturati, circa 200, così come riportato dalla testimonianza di don Bernardino Restagno, aiutante cappellano dei partigiani di Martini. Dopo la fine del conflitto fu rinchiuso nel Campo di concentramento di Coltano insieme a Ezra Pound venendo sottoposto a procedimento di epurazione davanti al Tribunale militare, dal quale uscì completamente scagionato.
Dal 1945 al 1948, in attesa di reimpiego, insegnò matematica presso il Liceo Ginnasio “Giuseppe Calasanzio” degli Scolopi a Campi Salentina, in provincia di Lecce. Il 31 marzo 1948 rientrò nelle file del Esercito Italiano assegnato al 1º Reggimento "Granatieri di Sardegna" con il grado di capitano. Dal 1949 al 1954 fu assegnato al Comando Forze Armate della Somalia e, rientrato in Italia il 23 giugno 1954, diresse il Corso di Allievi Ufficiali Somali presso la Scuola di Fanteria di Cesano.
Dal 26 ottobre 1962 al 1967, con il grado di tenente colonnello, ricopre il prestigioso incarico di aiutante in 1.ma del 1º Reggimento Granatieri di Sardegna con stanza a Roma, caserma Antonio Gandin. Sempre nel 1967 fu nominato comandante del 4º Battaglione Meccanizzato e Corazzato del 1º Reggimento “Granatieri di Sardegna” di stanza a Civitavecchia, caserma Ugo De Carolis. Dal 1969 al maggio 1970 fu vicecomandante della Scuola sottufficiali dell'Esercito Italiano di Viterbo, quindi promosso colonnello, dal giugno 1970 al settembre 1973 fu capo della Segreteria dello Stato maggiore del Comando della Regione Militare Centrale a Roma. Dal 1973 al 1978 fu comandante della Scuola Allievi Sottufficiali dell’Esercito in Viterbo. Il 7 maggio 1978 cessa il servizio permanente nell'Esercito ed è collocato in ausiliaria per raggiunti limiti di età, e il 9 maggio 1979 fu promosso al grado di generale di brigata. Il 30 maggio 1978 era entrato nel convento dei Cappuccini di Rieti e, il 22 ottobre dello stesso anno, indossando l'abito religioso fu ammesso al noviziato. Congedatosi dalla Forze Armate all'età di 58 anni decise di abbracciare definitivamente la vita religiosa, e il 12 settembre 1982 fu ordinato sacerdote dal vescovo Francesco Amadio con il nome di padre Gianfranco Maria da Gignese. Nel 1990 prese a ricostruire l'antico convento di San Crispino da Viterbo a Orvieto, che si trovava in stato di abbandono da molti anni, trasformandolo in un luogo di preghiera. Si spense Roma, presso l'Ospedale militare del Celio, il 20 novembre 2004.
La città di Orvieto gli ha intitolato un giardino antistante la locale Caserma "Piave" e una targa.

## Culto
Nel maggio 2015 è stata aperta la causa di beatificazione.
Il 30 marzo 2019, nel Duomo di Orvieto, alle ore 16.00, è stata officiata una cerimonia solenne per la Chiusura del Processo Diocesano della Causa di Beatificazione e Canonizzazione del Servo di Dio, Fra Gianfranco Maria Chiti da Gignese.
Il 24 gennaio 2024 è stato proclamato venerabile da Papa Francesco.

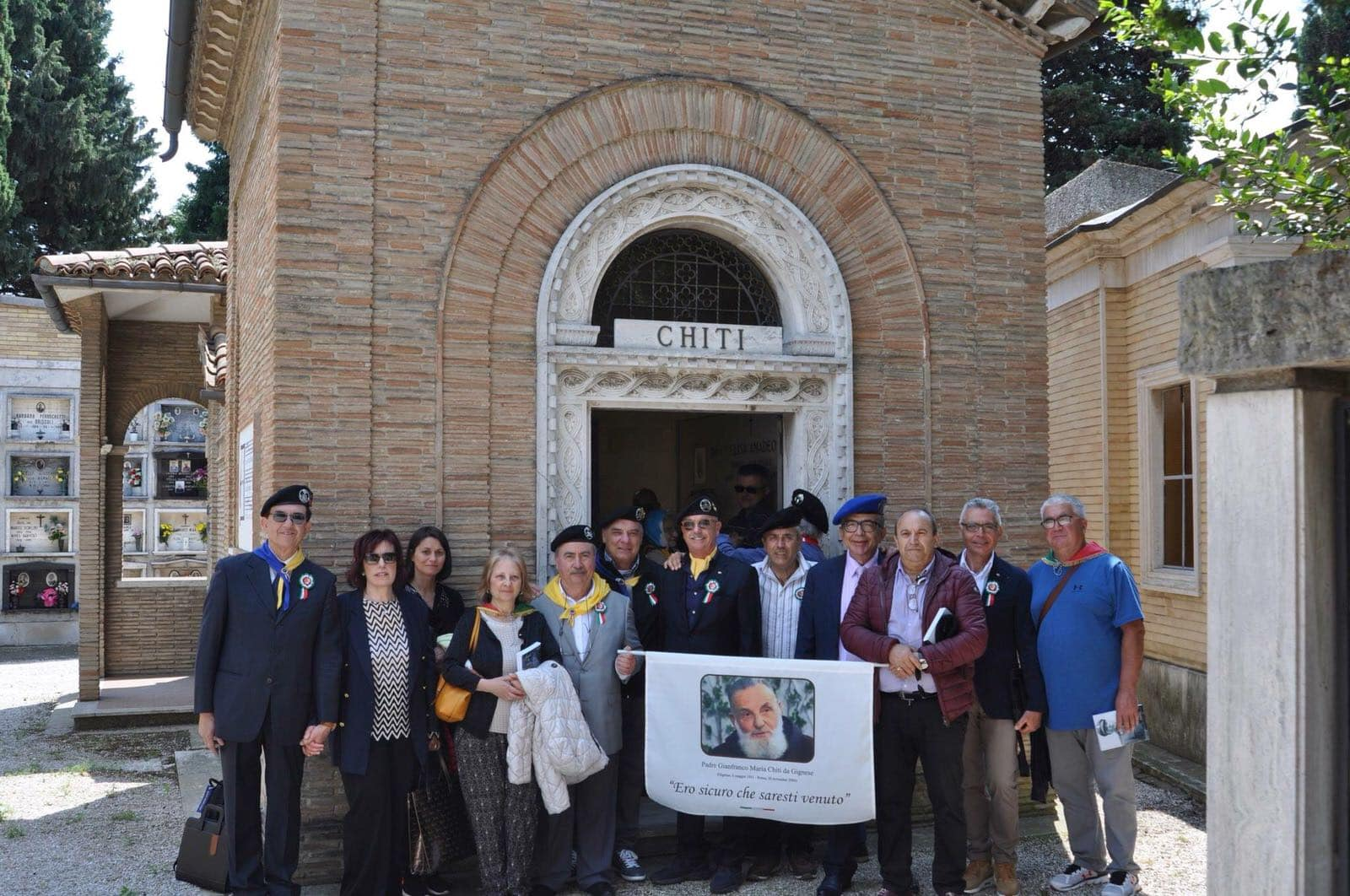

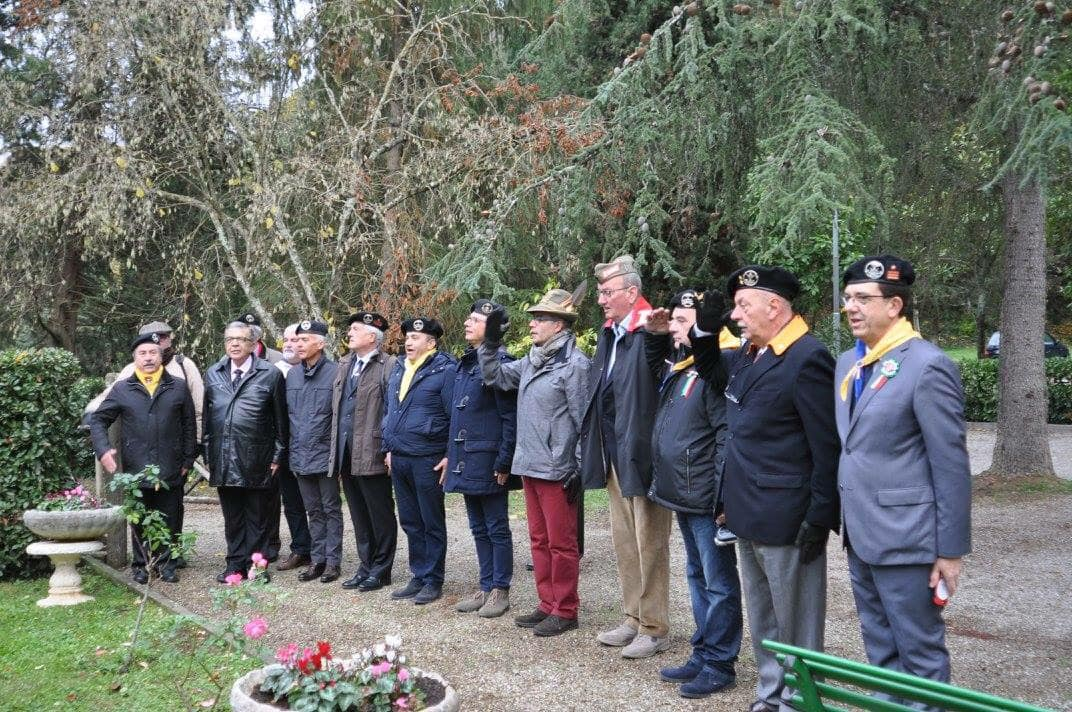
Onori alla Patria

### Periodici
- Alfredo Alemanno, Granatiere e servo di Dio, in UNUCI, n. 1/2, Roma, Unione Nazionale Ufficiali in Congedo d'Italia, gennaio-febbraio 2015,  p. 11.
- Claudio Conti, Divergenze parallele (PDF), in Il Granatiere, n. 4, Roma, Associazione Nazionale Granatieri di Sardegna, ottobre-dicembre 2013,  pp. 12-13.
- Ricordo di Padre Gianfranco Maria Chiti (PDF), in Notiziario dei Frati Cappuccini, n. 12, Frascati, Conferenza Italiana Ministri provinciali Cappuccini, dicembre 2013,  pp. 130-131.